# Béronnelle
Béronnelle – rzeka we Francji, przepływająca przez teren departamentu Oise, o długości 13,4 km. Stanowi dopływ rzeki Brêche.